# Manto de la coronación de la Macarena
El manto de la coronación de la Macarena es un manto diseñado por el orfebre Fernando Marmolejo Camargo y realizado por el taller de Esperanza Elena Caro en 1964 por encargo de la Hermandad de la Macarena con motivo de la coronación canónica de la imagen de María Santísima de la Esperanza Macarena de Sevilla, hecho por el cual recibe el nombre.
Está considerado como una de las grandes joyas del bordado sevillano.

## Historia
Encargado por la Hermandad de la Macarena en 1963, después de ser aprobada la coronación canónica de su imagen titular, fue diseñado por el orfebre sevillano Fernando Marmolejo Camargo, y ejecutado en el taller de Esperanza Elena Caro. Las bordadoras trabajaron en la pieza hasta la madrugada del 31 de mayo de 1964, fecha elegida para la coronación de la imagen, y fue estrenado sin haber sido terminado.
Fue restaurado por el Instituto Andaluz del Patrimonio Histórico en el año 2021. Tras ello, fue la pieza protagonista de la exposición Patrimonio Macareno, que reunió 25 obras de diferentes disciplinas artísticas, propiedad de la Hermandad de la Macarena, y que tuvo lugar en CaixaForum Sevilla del 28 de octubre al 13 de noviembre de 2021.

## Descripción
Se trata de una pieza de estilo barroco, realizado en una base de terciopelo verde, bordado en hilo de oro fino, sedas de colores y pedrería. Mide 437 por 477 centímetros y está bordado con elementos de inspiración clásica con multitud de flores, hojas, jarras, cornucopias, candelabros y dragones. La blonda está compuesta por flores decorativas dedicadas a la Virgen María, con lirios, azucenas y rosas.